# 胜利镇 (宾县)
胜利镇是中国黑龙江省哈尔滨市宾县下辖的一个镇，位于县境东部，221国道过境，人杰地灵。